# Catapulta

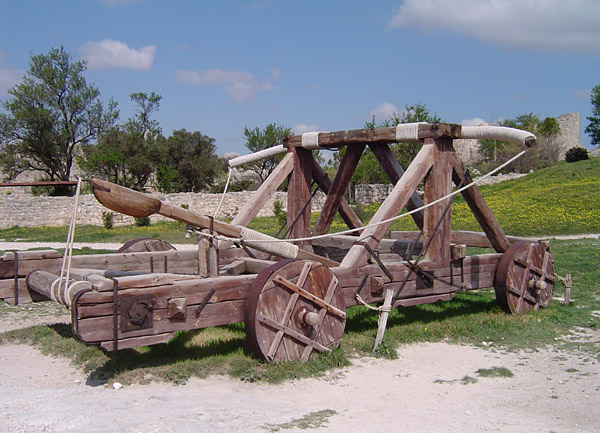
Réplica de uma catapulta em Château des Baux, França

Catapultas  são mecanismos de cerco que utilizam uma espécie de colher para lançar um objeto  (pedras e outros) a uma grande distância, evitando assim possíveis obstáculos como muralhas e fossos. Foram criados possivelmente pelos gregos, durante o reinado de Dionísio I, como arma de guerra.
O nome é derivado do grego καταπάλτης, composto de κατά "abaixo, contra" e πάλλω "vibrare". Originalmente, a palavra catapulta referia-se a um lançador de pedras, enquanto balista referia-se a um lançador de dardos, porém, através dos anos, os dois termos trocaram de significados.

## Tipos

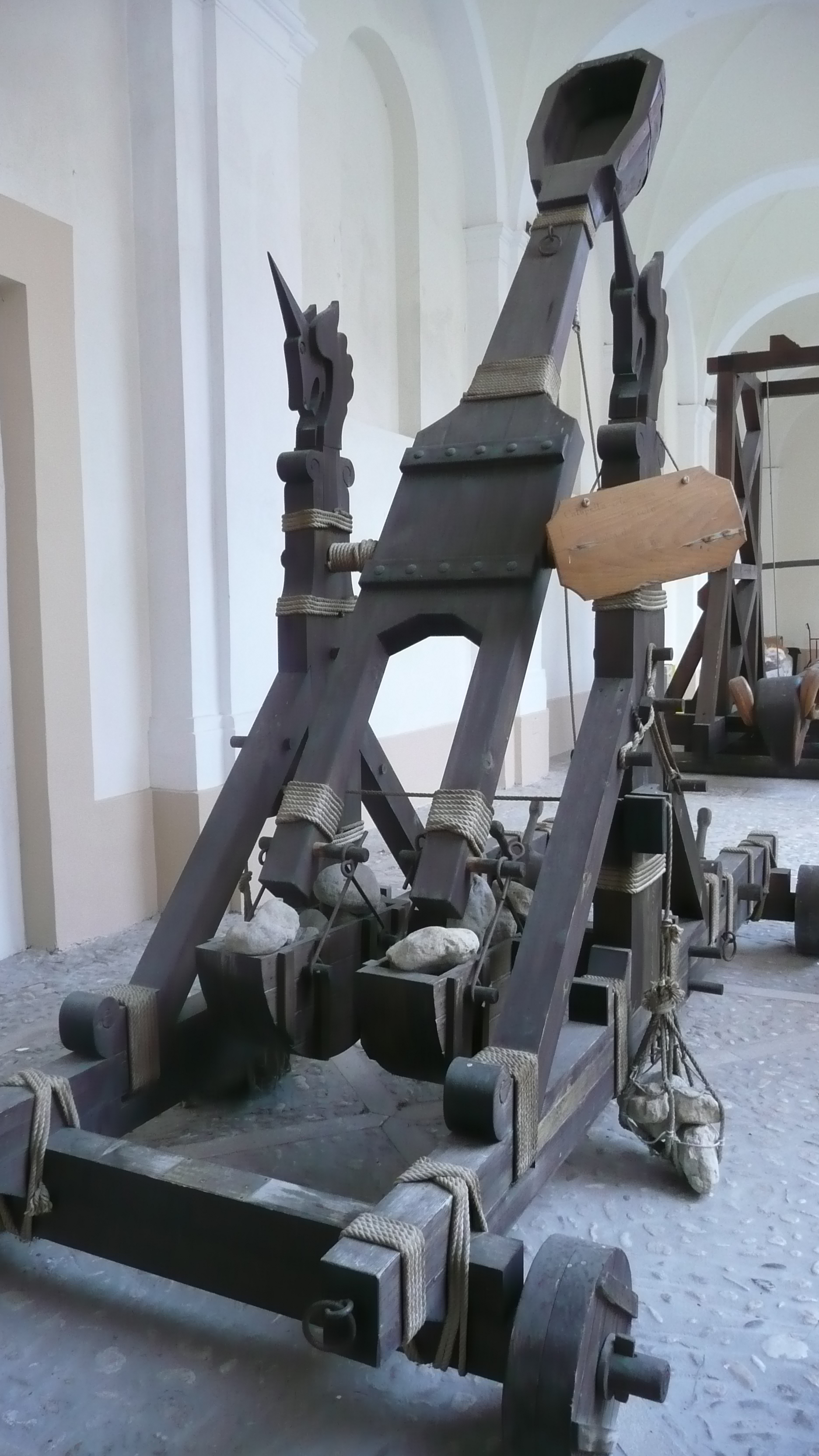
Uma catapulta em um museu

Catapultas podem ser classificadas de acordo com o conceito físico usado para guardar e liberar a energia requerida para arremessar.  As primeiras catapultas eram de tensão, desenvolvidas no início do século IV a.C.na Grécia. Um membro sob tensão propele o braço lançador, muito parecido com uma besta gigante. Subsequentemente, catapultas de torção foram desenvolvidas, como a manganela, o onagro e a balista, a mais sofisticada catapulta. As duas primeiras têm um braço com uma estrutura-suporte para o projétil. A parte de baixo do braço lançador é inserida em cordas ou fibras que são torcidas, fornecendo a força para propelir o braço. Essas catapultas se diferenciam pelo fato de o onagro ter uma prolongação de sua haste (ver Figura). A balista, que embora sendo mais complexa, foi inventada primeiro, possuí dois braços que torcem duas molas paralelas e impulsionam um único projétil que fica sobre uma barra direcional entre as molas, toda a maquina se apoia sobre um eixo universal para flexibilizar a mira. Finalmente, o último tipo de catapulta é o trabuco, que usa gravidade ao invés de tensão ou torção para propelir o braço lançador. Um contrapeso caindo puxa para baixo a parte inferior do braço e o projétil é arremessado de um balde preso a uma corda pendurada no topo do braço, essencialmente como um estilingue preso a uma gangorra gigante. O contrapeso é muito mais pesado do que o projétil.

## História
Na Europa, as primeiras catapultas apareceram em épocas gregas tardias (400 a.C. - 300 a.C.), inicialmente adotadas por Dionísio de Siracusa e Onomarchus da Fócida. Ela foi inventada para ser usada como artilharia no campo de batalha ou durante cercos. Alexandre, o Grande introduziu a ideia de usá-las para promover cobertura no campo de batalha em conjunto ao seu uso durante cercos.
As catapultas foram completamente desenvolvidas em tempos romanos e medievais, com o trabuco sendo introduzido um pouco antes do aparecimento da pólvora e do canhão, o que tornou a catapulta obsoleta.

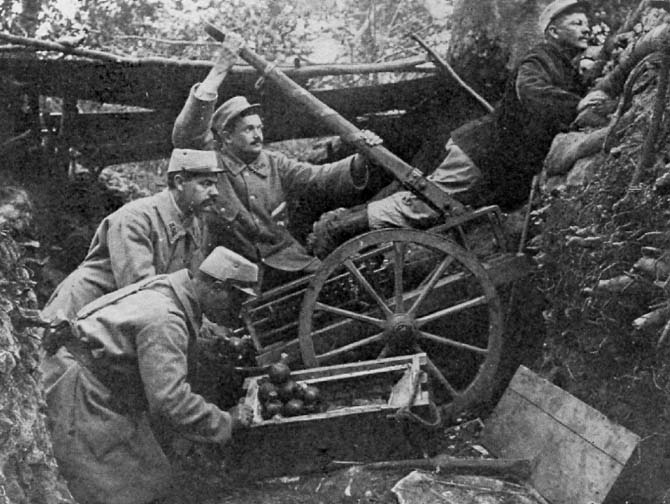
Tropas francesas usando uma catapulta para lançar granadas de mão para às trincheiras alemãs durante a Primeira Guerra Mundial.

Durante épocas medievais, catapultas e mecanismos de cerco relacionados eram as primeiras armas usadas para guerra biológica. As carcaças de animais doentes e daqueles que morreram da peste negra ou de outras doenças eram carregadas como munição e então arremessadas contra as paredes dos castelos para infectar aqueles trancados dentro.
Durante a guerra de trincheiras da Primeira Guerra Mundial, catapultas menores eram usadas para lançar granadas de mão sobre a terra de ninguém até as trincheiras inimigas.